# Siklós Csaba
Siklós Csaba (Budapest, 1941. augusztus 29. –) magyar közlekedésmérnök, politikus, miniszter.

## Tanulmányai
1959-ben érettségizett az Óbudai Árpád Gimnáziumban. 1960-ban vették fel az Építőipari és Közlekedési Műszaki Egyetem Közlekedésmérnöki Karára, ahol 1965-ben diplomázott. Ezután a MÁV forgalmi szolgálatánál helyezkedett el, majd az NDK vasutak munkatársa lett Berlinben. Később Rákosrendezőn, illetve a Nyugati pályaudvaron szolgált. 1969-ben rövid ideig a Vasúti Tudományos Kutatóintézetben dolgozott.

## Vezető vasúti pozíciói
1970 és 1973 a GYSEV Soproni Igazgatóságának munkatársa, majd e cég fővárosi Vezérigazgatóságának osztályvezető-helyettese, később osztályvezetője, valamint tervgazdasági és műszaki szakosztályvezetője. 1993-ban kinevezték a MÁV elnökévé. 1994-től 2002-ig a GYSEV műszaki-forgalmi vezérigazgató-helyettese, majd 2002-től vezérigazgatója. 1998 és 2000 között a Malév Rt. Igazgatóságának elnöke is volt.

## Politikai pályafutása
1988-ban belépett az MDF-be, amelynek azóta is tagja. Az 1990-es országgyűlési választáson bejutott az Országgyűlésbe, Budapest, Óbuda egyik egyéni választókerületéből. 1993 és 1994 között a költségvetési és pénzügyi bizottság alelnöke, az 1994-es országgyűlési választáson az MDF képviselőjelöltje.
Antall József miniszterelnök 1990-ben nevezte ki a rendszerváltás utáni első közlekedési és hírközlési miniszterré. Szeptemberben a vízügyi ágazatot is hatáskörébe tették. Feladatai közé tartozott a bős-nagymarosi vízlépcsővel kapcsolatos hosszú vita rendezése. A miniszteri posztjáról történt lemondása után lett a MÁV Rt. elnöke.

## Családja
Nős, egy fia és két lánya van.